# Dyscritobaeus flavicornis
Dyscritobaeus flavicornis är en stekelart som först beskrevs av Alan Parkhurst Dodd 1914.  Dyscritobaeus flavicornis ingår i släktet Dyscritobaeus och familjen Scelionidae. Inga underarter finns listade i Catalogue of Life.